# Рио Лусеро (Сан Матео Пињас)
Рио Лусеро (шп. Río Lucero) насеље је у Мексику у савезној држави Оахака у општини Сан Матео Пињас. Насеље се налази на надморској висини од 880 м.

## Становништво
Према подацима из 2005. године у насељу су живела 3 становника.

### Хронологија
| Година       | 2000       | 2005 |
| ------------ | ---------- | ---- |
| Становништво | 12 (6 / 6) | 3    |

### Попис
| # | Индикатор                        | Вредност |
| - | -------------------------------- | -------- |
| 1 | Укупно појединачних домаћинстава | 1        |